# Dolk

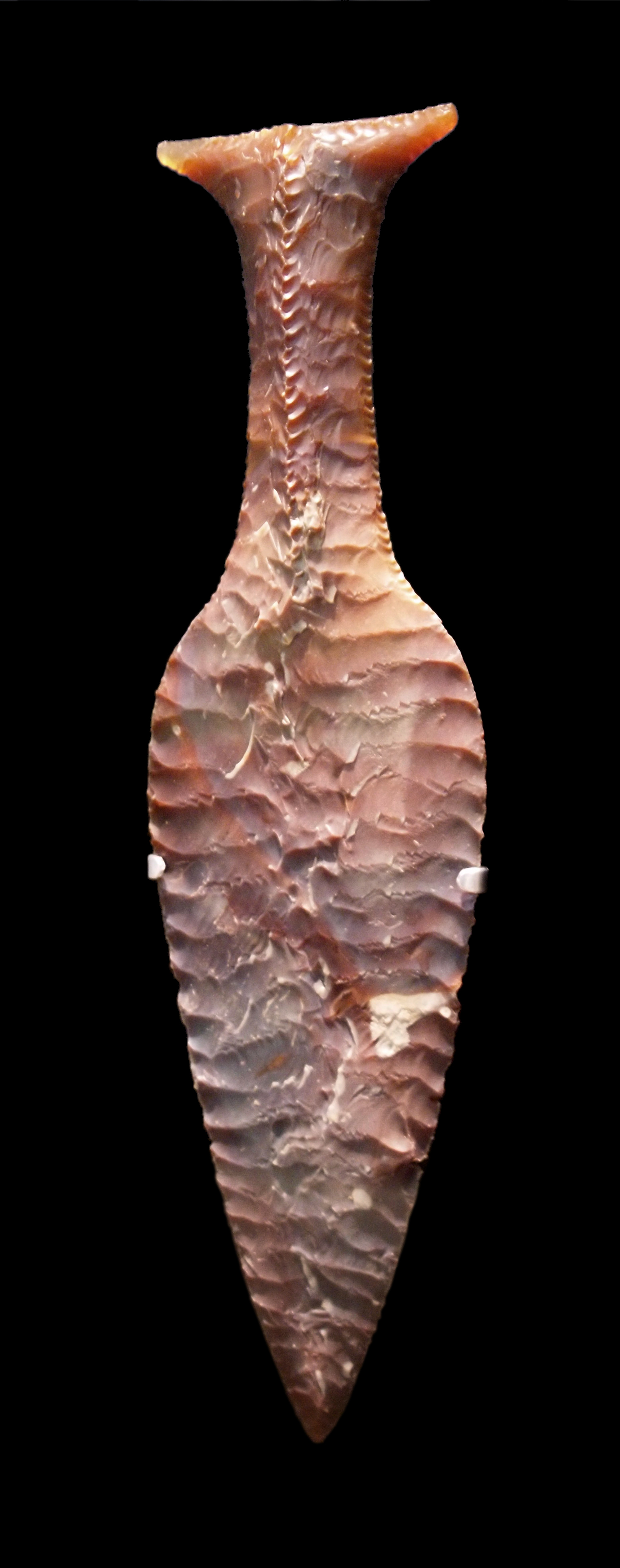
Hindsgavldolken är en parallellhuggen och fiskstjärtsformad flintdolk funnen på Fyn.

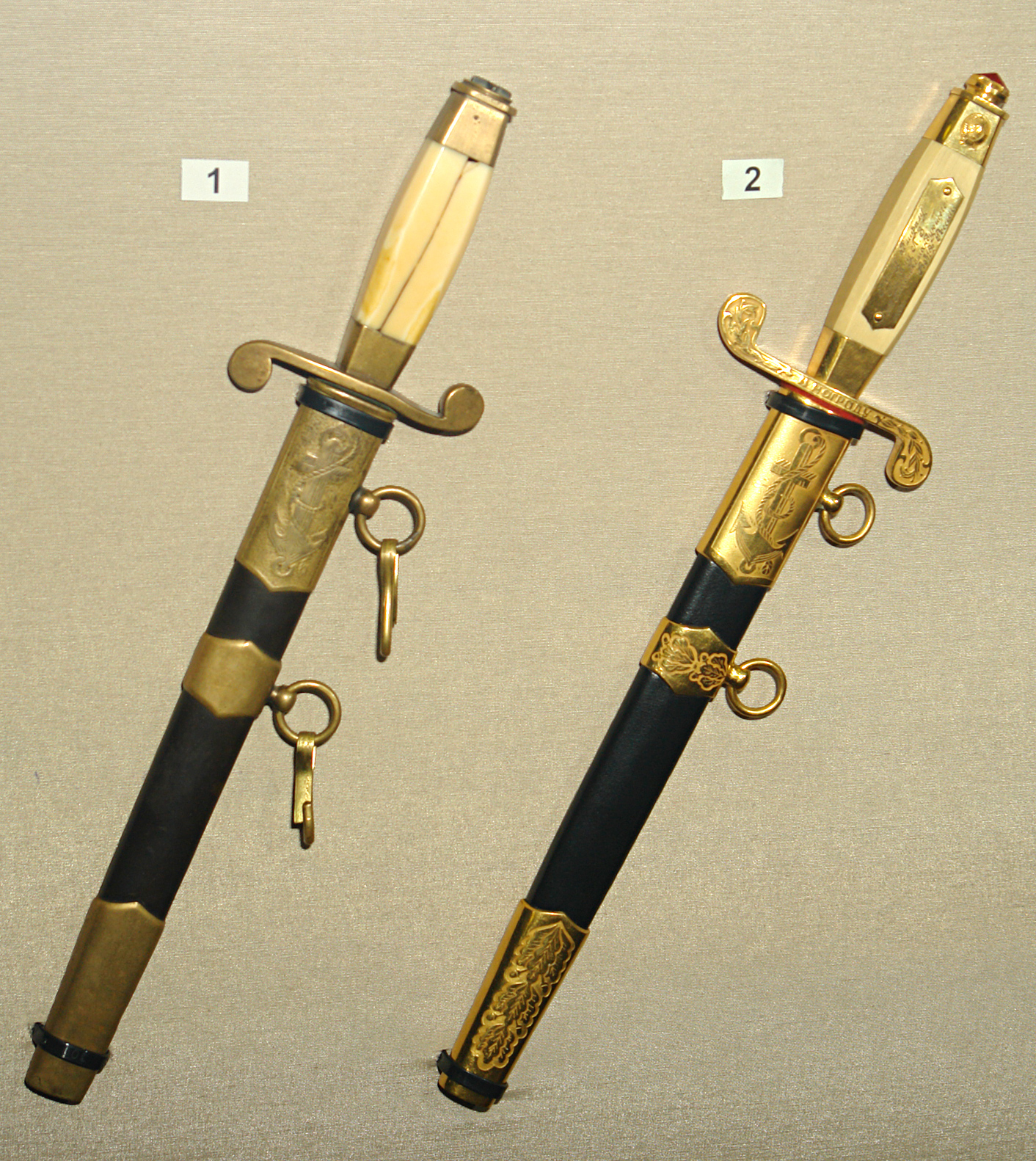
Två stickertar i skida, tillhörande sovjetiska flottans paraduniform under andra världskriget. Nummer 1 är modell 1940 och nummer 2 är modell 1945.

Dolk är ett kort, ofta(st) tvåeggat stickvapen, i allmänhet även med parerstång. Europeiska dolkar har oftast rak klinga medan asiatiska i allmänhet har böjd. Fästet är ofta symmetriskt. Tydlig definitionsskillnad mellan knivar och dolkar saknas. Dolkar har tillverkats av horn, ben eller flinta och senare av koppar, brons eller järn. Dolkar av flinta förekom allmänt under senare delen av yngre stenåldern.

## Forntida dolkar

### Sverige under stenåldern
Under senare delen av stenåldern tillverkades dolkar i Sverige av flinta, kvartsit eller andra finkorniga bergarter. Stenålderns dolktillverkare använde en särskild teknik som kallas flathuggningsteknik, tvåsidig eller bifacial teknik.
Den danske arkeologen Ebbe Lomborg beskrev i en bok som publicerades på tyska 1973 de olika typerna av flintdolkar i Danmark. Lomborgs typindelning används idag för beskrivning av flintdolkar i Sverige, Danmark och Norge.
Senneolitiska flintdolkar har fiskstjärtsformade handtag medan de från tidig bronsålder har lansettformade klingor.
Många flintdolkar har handtag med tillhuggna "gjutsömmar" som kan betyda att hantverkarna hade metalldolkar från uneticekulturen i mellaneuropa som förebild. De anses representera höjdpunkten inom flinthuggarkonsten.
En sådan dolk hittade några som plöjde i mossjord vid Hunna Kittegård, Skatelövs socken i Småland. Nu finns den här dolken på Historiska museet utställd i utställningen Forntider.

### Bronsåldern
I slutet av yngre bronsåldern övertog svärdet helt dolkens roll som personligt vapen.
Dolkar kom att leva vidare i forma av de romerska legionärernas järndolk pugio.

## Dolkar sedan medeltiden
Under senmedeltiden fick dolken en glansperiod genom att klingan utformades för att i närstrid kunna tränga igenom rustningen på samtidens krigare. En dolk som användes för att utdela nådastöten till sårade soldater kom att kallas misericordia. Olika typer uppkom och uppkallades efter sin specifika form - njurdolk (eller "testikeldolk"), ringdolk, rondelldolk eller örondolk. Även schweizerdolkar och landsknektdolkar förekom, uppkallade efter vilka som använde dem. Under 1500-talet dök vänsterhandsdolken upp som bivapen vid värjfäktning.
Efter att ha fallit ur bruk som militärt vapen gjorde dolken sin återkomst i samband med första världskrigets skyttegravsstrider och andra världskrigets kommandoräder.
Stickert är en militär variant av dolk, som numera enbart förekommer inom svenska försvaret som paradattribut för officerare i flygvapnet (stickert m/30).

## Andra världsdelar

Dolk (khanjar) och balja från Indien

Vissa afrikanska dolkar antar sådana former att de bildar en övergång mellan dolk och svärd. Så är även fallet med den indonesiska krisen. Värjliknande är även den turkisk-arabiska yataganen eller khandjaren. Turkiska dolkar har oftast böjd klinga, medan de persiska har rak klinga.
Bendolkar är brukliga i Melanesien och bland vissa amerikanska folkslag. Stendolkar har in i modern tid brukats i Australien och på Nya Guinea, bambudolkar i Sydostasien och Sydamerika. På Gilbertöarna har man brukat dolkar av trä med insatta hajtänder.
Lite mer legendomspunnen är dubbeldolken, som i olika utföranden har funnits runt om i världen. I Ecuador (Sydamerika) och Angola (Afrika) har infödingarna använt sig av trä och i Indien, som kanske är mest känt, har järn och andra metaller länge använts, och i olika utföranden, med ibland upp till tre klingor.

## Dolk och kniv
Dolken blir ofta förväxlad med kniven och någon entydig skillnad finns inte. En dolk har så gott som alltid symmetriskt fäste med knopp, något som dock även knivar kan ha. En dolk har ofta även en symmetrisk klinga med en eller två eggar, men även dolkar med böjd klinga förekommer, främst asiatiska dolkar. En dolk har i allmänhet även en parerstång.
Vissa källor gör gällande att skillnaden mellan en kniv och en dolk är att en dolk är tveeggad medan en kniv är eneggad.